# Molophilus mimicus
Molophilus mimicus är en tvåvingeart som beskrevs av Alexander 1929. Molophilus mimicus ingår i släktet Molophilus och familjen småharkrankar. Inga underarter finns listade i Catalogue of Life.